# لا شیفر (جیمز باند)
لا شیفر (به انگلیسی: Le Chiffre) یک شخصیت خیالی و شرور اصلی رمان کازینو رویال یان فلمینگ در سال ۱۹۵۳ است. نقش او توسط مس میکلسن در فیلم کازینو رویال نسخه سینمایی رمان فلمینگ در سال ۲۰۰۶ ایفا شد، جایی که او در کنار آقای وایت یکی از دو شرور اصلی است.
| لو چیفر                 | لو چیفر |
| ----------------------- | --- |
| خلق شده توسط            | ایان فلمینگ |
| به تصویر کشیده شده توسط | - پیتر لور (۱۹۵۴) - اورسن ولز (۱۹۶۷) - مس میکلسن (۲۰۰۶)                                                         |
| اطلاعات درون کیهانی     | |
| نام و نام خانوادگی      | ژان دوران (بازی ویدیویی)                                                                                        |
| جنسیت                   | نر |
| اشتغال                  | مدیر پرداخت برای Syndicat des Ouvriers d'Alsace (رمان) بانکدار تروریست (فیلم)                                   |
| وابستگی                 | - اتحاد جماهیر شوروی (تلویزیون) - اسمرش (رمان؛ فیلم 1967) - Spectre (نازل شده در Spectre) - کوانتوم (فیلم 2006) |
| ملیت                    | - بی تابعیت (رمان) - آلبانیایی (فیلم 2006)                                                                      |
| طبقه‌بندی                | شرور |
| سرسپردگان               | والنکا |

فلمینگ این شخصیت را بر اساس غیبت گرای آلیستر کراولی ساخته است.

## بیوگرافی فیلم ۱۹۶۷
Le Chiffre یک شرور ثانویه در طنز ۱۹۶۷ است و در یکی از معدود بخش‌های فیلم که در واقع از کتاب فلمینگ اقتباس شده است ظاهر می‌شود. همان‌طور که در رمان، Le Chiffre متهم به بازیابی مقدار زیادی پول برای SMERSH پس از از دست دادن آن در میز باکارا است. او ابتدا با برگزاری حراجی از عکس‌های شرم آور از رهبران نظامی و سیاسی از چین، ایالات متحده و اتحاد جماهیر شوروی سعی در جمع‌آوری سرمایه دارد، اما این امر توسط باندگرل، ماتا باند، خنثی می‌شود. بدون هیچ گزینه دیگری، او به میز پوکر برمی گردد تا پول را پس بگیرد. بعداً، او با استاد اولین ترمبل باکارات روبرو می‌شود، که توسط باند استخدام شده است تا از جمع‌آوری پول لو شیفر جلوگیری کند. Le Chiffre سعی می‌کند با اجرای ترفندهای جادویی پیچیده، تمرکز ترمبل را منحرف کند، اما از پیروزی ترمبل جلوگیری نمی‌کند. پس از آن، او ترتیبی می‌دهد که ترمبل ربوده شود و مأمور را تحت شکنجه روانگردان قرار می‌دهد تا پول را پس بگیرد. جلسه شکنجه زمانی قطع می‌شود که اربابان SMERSH او به رهبری شرور اصلی فیلم، دکتر نو، او را با شلیک گلوله کشتند.

## بیوگرافی فیلم ۲۰۰۶
در اقتباس سینمایی کازینو رویال در سال ۲۰۰۶، لا شیفر توسط بازیگر دانمارکی مس میکلسن به تصویر کشیده شده است. لا شیفر، یک بانکدار خصوصی است که بودجه تروریسم بین‌المللی را تأمین مالی می‌کند. M اشاره می‌کند که لا شیفر در سازماندهی حملات ۱۱ سپتامبر با القاعده توطئه کرده است، یا حداقل عمداً از این حملات با فروش کوتاه مقادیر زیادی از سهام خطوط هوایی از قبل سود برده است. در نسخه بازی ویدیویی Quantum of Solace، در جلسات توجیهی مأموریت MI6 گفته می‌شود که نام تولد او " ژان دوران " است. یک نابغه ریاضی و یک اعجوبه شطرنج، توانایی‌هایش او را قادر می‌سازد تا در بازی‌های شانسی و احتمالات پول زیادی به دست آورد و دوست دارد با بازی پوکر خودنمایی کند. او همولاکری دارد که باعث می‌شود خون از رگ آسیب دیده چشم چپش بیرون بیاید. همان‌طور که در رمان فلمینگ، او کت و شلوارهای مشکی بی عیب و نقص می‌پوشد و از یک استنشاق کننده سالبوتامول استفاده می‌کند که در اینجا با پلاتین اندود شده است. برخلاف رمان لا شیفر هیچ انگیزه ایدئولوژیکی ندارد و می‌گوید که اعتقاد محرکه او به " نرخ بازده معقول " است.
در ابتدای فیلم، آقای وایت، نماینده یک سازمان جنایی نخبه که بعداً مشخص شد کوانتوم است (و بعداً اسپکتر) با لا شیفر تماس می‌گیرد. وایت استیون اوبانو، رهبر ارتش مقاومت لرد در اوگاندا را به لا شیفر معرفی می‌کند و ترتیبی می‌دهد که چندین کیف پول برای اوبانو بشویید. لا شیفر این پول را همراه با سایر وجوه طلبکاران خود در سازنده هواپیما SkyFleet سرمایه‌گذاری می‌کند. اگرچه سهام SkyFleet به دنبال هواپیمای جدیدی که در حال عرضه است، سر به فلک کشیده است، لا شیفر قصد دارد با خرید گزینه‌های فروش، و دستور نابودی نمونه اولیه هواپیمای جدید این شرکت که اولین پرواز خود را از میامی بین‌المللی انجام می‌دهد، شرکت را ورشکسته کند اما باند مداخله می‌کند و با کشتن اولین پیمانکار لا شیفر برای این کار، و همچنین پیمانکار پشتیبان، نقشه او را خنثی می‌کند.
شکست طرح هواپیمایی او باعث می‌شود که لاشیفر بیش از ۱۰۰ میلیون دلار ضرر کند. او یک تورنمنت پرمخاطب تگزاس هلد ام را در کازینو رویال در مونته‌نگرو راه‌اندازی می‌کند و وارد آن می‌شود تا قبل از اینکه مشتریانش متوجه شوند که پول‌هایشان اختلاس شده است و به دنبال انتقام از او هستند، ضررهای خود را جبران کند. باند فرستاده می‌شود تا مطمئن شود که لاشیفر پول را پس نمی‌گیرد، به این امید که او را مجبور کند در ازای دریافت اطلاعات در مورد طلبکاران و کارفرمایانش به MI6 برای پناهندگی مراجعه کند. یک حسابدار از وزارت خزانه داری HM، وسپر لیند، به همراه باند فرستاده می‌شود تا مطمئن شود که پول به درستی استفاده می‌شود.
در طول مسابقات، اوبانو و ستوانش وارد اتاق هتل لو شیفر می‌شوند، دوست دخترش والنکا را گروگان می‌گیرند و تلاش می‌کنند لا شیفر را با طناب خفه کنند. لا شیفر درخواست می‌کند و آخرین فرصت برای پس گرفتن پول خود به او داده می‌شود. او حتی یک کلمه هم اعتراضی به قطع ساختگی بازوی والنکا توسط اوبانو نمی‌کند، که باعث می‌شود جنگ سالار بی رحم به او توصیه کند که یک شریک جدید پیدا کند. هنگامی که اوبانو اتاق را ترک می‌کند، محافظ او باند و وسپر را در راهرو می‌بیند و صدای گریه‌های والنکا را می‌شنود که از گوشی باند می‌آید. باند محافظ را با پرتاب او روی نرده می‌کشد، سپس اوبانو را با کمک وسپر پس از رهایی اوبانو از چنگالش خفه می‌کند. رنه ماتیس با گذاشتن اجساد در صندوق عقب ماشین لئو، تقصیر را به گردن محافظ لا شیفر انداخته است.
در روز دوم مسابقات، لا شیفر ابتدا باند را که نمی‌تواند بودجه اضافی مورد تأیید وسپر دریافت کند، گول‌زده و ورشکست می‌شود. با این حال، فلیکس لایتر، یک مأمور آژانس اطلاعات مرکزی که برای شرکت در بازی فرستاده شده بود، همچنین به امید ورشکستگی لا شیفر، با سرمایه‌گذاری برای باند موافقت می‌کند، مشروط بر اینکه سیا اجازه دارد پس از شکست لا شیفر او را دستگیر کند. لا شیفر ناامید نوشیدنی Valenka Spike باند را مسموم می‌کند. باند تقریباً می‌میرد، اما به لطف کیت آنتی توکسین در ماشینش، دفیبریلاتور و کمک به موقع وسپر، او در آخرین لحظه زنده می‌شود و به بازی بازمی‌گردد. در دور پایانی، خانه کامل لا شیفر دستان دو بازیکن قبل از او را به بهترین شکل ممکن می‌گیرد، اما در نهایت باند برنده می‌شود.
لا شیفر وسپر را می‌رباید و باند را مجبور به تعقیب می‌کند و او را مستقیماً به دام می‌برد. لا شیفر وسپر را با دست و پا بسته در میانه راه ترک می‌کند و باند مجبور می‌شود برای جلوگیری از برخورد با او منحرف شود و با ماشینش تصادف می‌کند.
باند را در حالی که نیمه هوشیار است برهنه می‌کنند و به صندلی می‌بندند. لا شیفر شروع به شلاق زدن ببه بیضه‌های باند با انتهای گره‌دار بند کشتی می‌کند و هر بار رمز عبور حسابی را می‌خواهد که پول برنده مسابقه به آن منتقل می‌شود. باند حاضر نمی‌شود تسلیم شود و به او می‌گوید که مهم نیست تحت چه شکنجه ای قرار می‌گیرد، رمز عبور را نمی‌گوید و مشتریان لا شیفر او را پیدا کرده و خواهند کشت. باند همچنین تأکید می‌کند که اگر بانکدار جان خود را بگیرد، هیچ مخفیگاهی امن نخواهد بود. لو شیفر پاسخ می‌دهد که حتی اگر باند و وسپر را بکشد، MI6 در ازای اطلاعات ارزشمند به او پناه می‌دهد. زمانی که باند به سرپیچی از او ادامه می‌دهد، لا شیفر چاقوی خود را درمی‌آورد و آماده می‌شود تا او را اخته کند، اما آقای وایت با یک تپانچه در دست وارد اتاق می‌شود که والنکا و کرات را کشته است. لا شیفر برای جانش التماس می‌کند و قول می‌دهد که وجوه از دست رفته را پس بگیرد، اما وایت او را غیرقابل اعتماد می‌داند و به سرش شلیک می‌کند. تا به امروز، او تنها شرور اصلی باند است که قبل از پایان فیلم مرده است.
لا شیفر در دنباله مستقیم ذره ای آرامش ذکر شده است و همچنین در یک تصویر پس‌زمینه داخل MI6 دیده می‌شود.
در اسپکتر مشخص می‌شود که لا شیفر - همراه با دومینوک گرین، شرور اصلی ذره ای آرامش، و رائول سیلوا، شرور اصلی اسکای فال - یک مأمور سازمان جنایتکار اصلی و رهبر آن، ارنست استاورو بلوفلد بوده است.